# Бути та мати
«Бути та мати» («Être et avoir», 1933) — праця французького філософа Габріеля Марселя, що включає нотатки 1928–1933 років, об'єднані назвою «Метафізичний щоденник», а також підсумкове «Есе феноменології володіння». Щоденникові записи 1928–1929 років відтворюють динаміку духовного руху Марселя від містико-релігійного осягнення до ортодоксального католицизму.
Увага Марселя концентрується на наявностях внутрішнього духовного екзистенційного досвіду. Наполягаючи на необхідності принципу сповіді, Марсель тлумачить її як відверте звернення людини до самої себе, що дозволяє почути «самотній голос людини». Фундаментальний онтологічний зв'язок полягає у взаємозв'язку самосвідомого суб'єкта зі своїм власним тілом. За Марселем, існує дилема онтологічного вибору — людина може підвестися до автентичного буття, реалізуючи фундаментальну свободу, але для досягнення такого поступу необхідно позбутися усвідомлення світу як світу володіння. Однією з характеристик такого світу є панування суб'єкт-об'єктних відносин, а також егоцентризм суб'єкта, потреба «мати», проти чого і виступає Марсель. Запорукою досягнення свободи є звільнення від егоцентризму через релігію, творчість та любов. Характерною особливістю системи володіння виступає раціоналістична філософія, для якої властиве протиставлення об'єкта суб'єкта, що пізнає цей об'єкт, а також проблемний підхід.
Завдання Марселя полягає в описі власного містичного досвіду, який свідчить про те, що людина в одкровенні відчуває себе в єдності з буттям — це і є божественна Присутність, яка не може бути вираженою через поняття. Доведення буття Бога є зайвим і другорядним, оскільки ми можемо мати інтуїтивне знання про його існування. Віруюча людина автоматично сповідує відмінні від буденних високі цінності. Віра, надія, любов, самопожертва — це даності, що складають духовно-практичну основу конкретної онтології. Терпіння та смирення, зосередженість, служіння, що запобігає можливості самогубства, мучеництво та самопожертва віруючого — ключові моральні орієнтири у філософії Марселя.